# Överkast

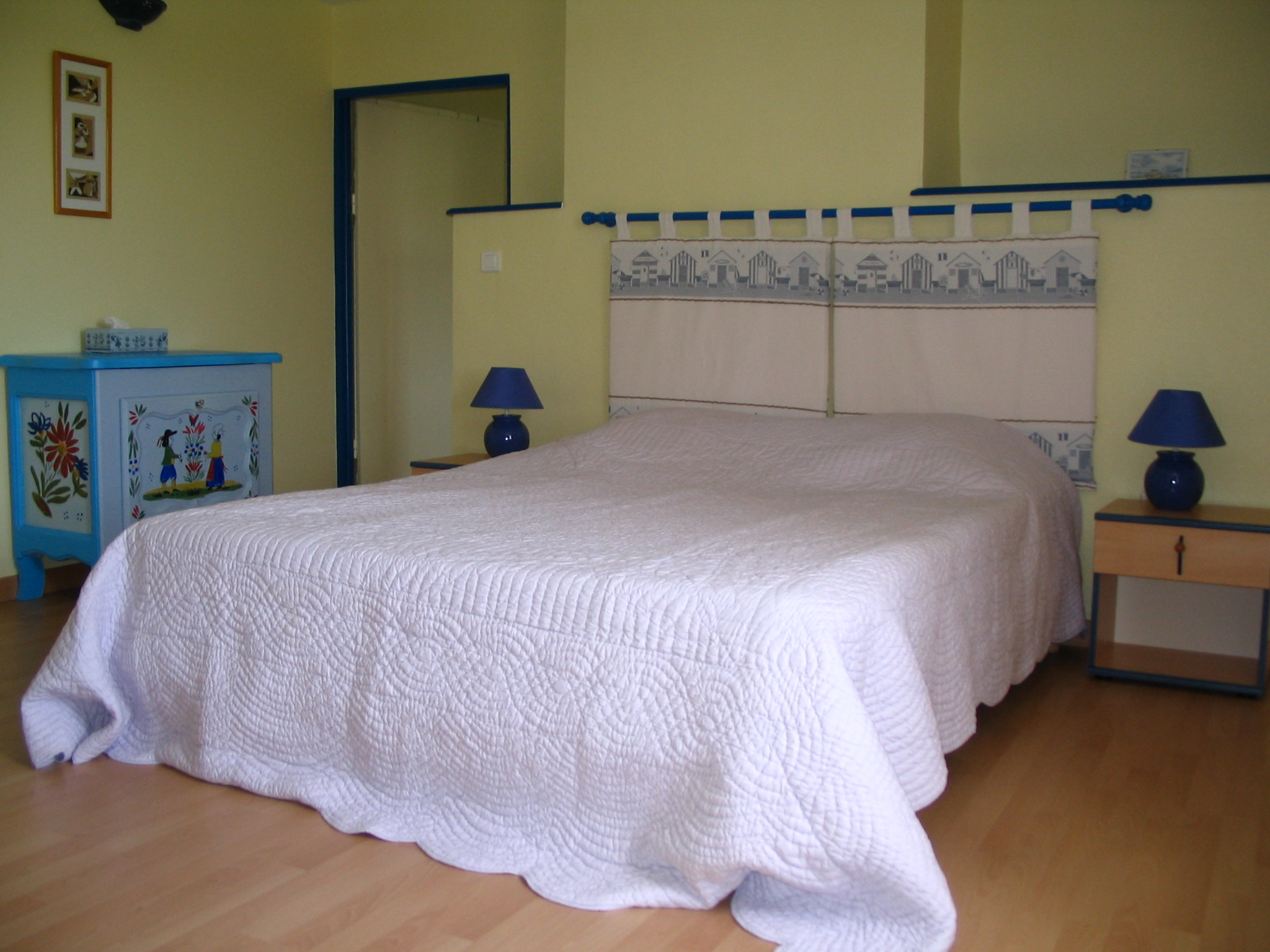
Vitt överkast på hotellsäng.

Överkast är ett större tygstycke som läggs på sängen för att skydda och dölja sängkläderna. Överkastet, som kan jämföras med ett täcke eller en filt, har även dekorativ funktion. Det finns broderade, virkade, kviltade och vadderade varianter som till exempel ett lapptäcke. Ofta förekommer också dekorativa kuddar klädda i samma tyg.

## Källhänvisningar
1. ↑  "överkast". NE.se. Läst 21 augusti 2014.